# گمینا چیخانوویتس
گمینا چیخانوویتس (به لهستانی:  Gmina Ciechanowiec) یک گمینا در لهستان است که در شهرستان وسوکیه مازوویتسکیه واقع شده‌است. گمینا چیخانوویتس ۲۰۱٫۴۶ کیلومتر مربع مساحت و ۹٬۰۶۳ نفر جمعیت دارد.